# Bredhuvad kamnuding
Bredhuvad kamnuding (Bohuslania matsmichaeli) är en nakensnäcka som hittills endast påträffats i Idefjorden i Sverige. Djurarten har egenheter som gjort att den placerats i ett eget släkte, uppkallat efter det svenska landskap där den påträffades.

## Biologi
Arten är cirka 1 centimeter lång. Som någon millimeter lång, strax efter omvandlingen från frisimmande larv har den ett ovanligt brett huvud. Denna egenskap har den gemensam med nakensnäckorna inom gruppen fingerutskottingar (Aeolidioidea). Till skillnad från hos dessa nakensnäckor kvarstår det breda huvudet till vuxen ålder, genom en process som kallas pedomorfos (kvarhängande utseende från barnstadium).
Bredhuvad kamnuding är också den enda nakensnäcka som uteslutande rör sig i bräckt vatten. Vissa andra nakensnäckor kan leva i vatten med varierande salthalt, men denna art lever endast i bräckt vatten.
Nakensnäckan är så kallad aeolid, vilket betyder att den har fingerformiga ryggutskott (cerata).

## Upptäckt och utbredning
Den bredhuvade kamnudingen upptäcktes av dykarna och undervattenfotograferna Mats Larsson och Michael Lundin 2013 och presenterades som en ny art 2018. Tidigare hade man gissat att den nyupptäckta nakensnäckan kunde tillhöra familjen kamnudingar (Tergipedidae) och möjligen dess släkte Cuthona. 
Djurarten är hittills endast känd från ett mindre område i den inre delen av Idefjorden, och endast från den svenska sidan av fjorden. Den har påträffats på 5–7 meters djup, där vattnet har en salthalt på under 20 promille.